# Gustavo Cisneros
Pour les articles homonymes, voir Cisneros.
Gustavo Alfredo Cisneros Rendiles est un investisseur et chef d'entreprise vénézuélien des médias né à Caracas le 1er juin 1945 et mort le 29 décembre 2023 à New York.

## Biographie
Gustavo Cisneros est le quatrième fils de Diégo Cisneros, un homme d’affaires cubain immigré au Vénézuéla. Il y est actif dans l’industrie du transport. 
Il est formé au Babson College (classe 1968) à Wellesley (Massachusetts), où il a étudié l'administration des affaires, obtenant son diplôme avec les honneurs Cum Laude. Après avoir terminé ses études, il revient et reprend la présidence des sociétés Cisneros en 1970.

### Homme des médias
Le magazine Forbes le situe comme un des hommes les plus riches du monde. Le journal The New York Times l’appelle « l’une des figures les plus puissantes de l’Amérique latine » et lui et sa femme, Patricia Cisneros (née Phelps) sont considérés comme « un puissant couple latino-américain du business et sur la scène sociale internationale ».
La richesse de Gustavo Cisneros provient des actions qu’il possède dans les médias, les télécommunications, dans l’industrie des loisirs et dans des entreprises de produits de consommation.  C’est un conglomérat ayant des intérêts dans la télévision vénézuélienne, les télécommunications, une brasserie, l'immobilier et une équipe de baseball. Le groupe Cisneros (Cisneros Group of Companies) est l’une des plus grandes compagnies médiatiques privées du monde. En 1992, il fonde et est également le plus grand actionnaire d’Univision, la chaîne hispanophone de télévision la plus importante des États-Unis. Il est le propriétaire de la principale chaîne de télévision privée du Venezuela, Venevision International, qui produit et distribue des programmes d’information et de loisirs partout dans le monde
Défenseur depuis longtemps de la libre entreprise, Gustavo Cisneros a élargi ses opérations à l’étranger et dans des marchés outre-mer, y compris les États-Unis, l’Espagne et, plus récemment, la Chine. Il est également défenseur de la normalisation des relations entre Cuba et les États-Unis.
L’un de ses plus grands succès est le fait d’avoir joué un rôle clé dans le développement des feuilletons (telenovela) basés sur les dures réalités latino-américaines. Ces feuilletons sont suivis par environ deux milliards de personnes dans le monde. Dans le but de rendre hommage à son succès international, en 2005, Gustavo Cisneros a été nommé MIPCOM « Personality of the Year », un important prix du monde des médias.
À partir de 2013, sa fille Adriana reprend la direction du groupe et le réorganise en quatre entités : les produits et service, l'immobilier, les médias et l'interaction.

### Fondation Cisneros
La Fondation Cisneros (Fundación Cisneros) dirige un nombre significatif de programmes culturels et éducationnels visant à améliorer la qualité de vie des Latino-Américains. Après la récente consolidation du pouvoir du président Hugo Chávez au Venezuela, Gustavo Cisneros s’est consacré notamment à ses affaires outre-mer[pas clair].

### Vie privée
Marié à Patricia Phelps de Cisneros pendant 52 ans, Gustavo Cisneros a trois enfants : Adriana, Carolina et Guillermo.
En octobre 2016, Gustavo et sa femme Patricia effectuent une donation de 100 pièces de leur collection d'art latino-américain au Museum of Modern Art de New York.

## Distinctions
- Grand-croix de l'ordre d'Isabelle la Catholique